# Valentine Demy
Marisa Parra (Pisa, Toscana, 24 de gener de 1963) és una actriu porno italiana coneguda amb el pseudònim de Valentine Demy. Va ser campiona de culturisme, i després de treballar com a model va començar la seva carrera al cinema, participant en pel·lícules eròtiques com Snack Bar Budapest (1988) i Paprika (1991), totes dues de Tinto Brass, així com a altres pel·lícules com Abbronzatissima (de Bruno Gaburro) i Dirty Love (1988), de Joe D'Amato. El seu debut oficial en el porno fou el 1994 amb 31 anys, tot i que abans ja havia realitzat pel·lícules amateur. El 2006 fou presidenta durant poc temps del Pontedera Calcio, club de futbol que aleshores jugava a la sèrie D.

## Filmografia (parcial)
- Pomeriggio caldo (1988)
- Pathos - Segreta inquietudine (1988)
- Intrigo d'amore (1988)
- Intimo (1988)
- Snack Bar Budapest (1988)
- Dirty Love - Amore sporco (1988)
- L'ultima emozione (1989)
- Io Gilda (1989)
- Casa di piacere (1989)
- Abatjour 2 (1989)
- Guendalina (1989)
- Lambada blu (Femmine) (1989)
- Hard Car - Desiderio sfrenato del piacere (1989)
- Il sofà di madame X (1990)
- 'Sapore di donna (1990)
- Malizia oggi (1990)
- Paprika (1991)
- Lolita per sempre (1991)
- Abbronzatissimi (1991)
- Francesca: Sinfonia anale (1997)
- La puttana dello spazio (1998)
- Nirvanal (1998)
- Suor Ubalda (2002)
- Suor Ubalda 2 (2004)
- Cara maestra (2004)
- Scatti & ricatti (2007)